# Ichthyurus
Ichthyurus es un género de coleóptero de la familia Cantharidae.

## Especies
Las especies de este género son:
- Ichthyurus heidiae
- Ichthyurus klapperichi
- Ichthyurus palawanus
- Ichthyurus silentvalleyensis
- Ichthyurus tanganyikanus
- Ichthyurus yukikoae